# مولي كونلن
مولي كونلن (بالإنجليزية: Molly Conlin)‏ هي ممثلة بريطانية، ولدت في 8 مارس 2001 في إسكس في المملكة المتحدة.

## وصلات خارجية
- مولي كونلن على موقع IMDb (الإنجليزية)